# Bekele (danse)
Pour les articles homonymes, voir Bekele.
Le Bekele est une danse rituelle du peuple bassa exécutée par les hommes. Cette danse initiatique fait bouger les épaules,.